# Comuna Bunești-Averești, Vaslui
Bunești-Averești este o comună în județul Vaslui, Moldova, România, formată din satele Armășeni, Averești (reședința), Bunești, Plopi, Podu Oprii, Roșiori și Tăbălăiești.

## Amplasare geografică
Comuna Bunești-Averești este situată în partea de nord a județului Vaslui, la 17 km distanță de Huși și la 65 km distanță de municipiul Vaslui.

## Demografie
Componența etnică a comunei Bunești-Averești
     Români (93,3%)
     Alte etnii (0%)
     Necunoscută (6,7%)
Componența confesională a comunei Bunești-Averești
     Ortodocși (92,05%)
     Alte religii (1,01%)
     Necunoscută (6,94%)
Conform recensământului efectuat în 2021, populația comunei Bunești-Averești se ridică la 2.088 de locuitori, în scădere față de recensământul anterior din 2011, când fuseseră înregistrați 2.592 de locuitori. Majoritatea locuitorilor sunt români (93,3%), iar pentru 6,7% nu se cunoaște apartenența etnică. Din punct de vedere confesional, majoritatea locuitorilor sunt ortodocși (92,05%), iar pentru 6,94% nu se cunoaște apartenența confesională.

## Politică și administrație
Comuna Bunești-Averești este administrată de un primar și un consiliu local compus din 11 consilieri. Primarul, Vasile Tărăgan[*], de la Partidul Social Democrat, este în funcție din 2008. Începând cu alegerile locale din 2024, consiliul local are următoarea componență pe partide politice:
|  | Partid                          | Consilieri | Componența Consiliului | Componența Consiliului | Componența Consiliului | Componența Consiliului |
|  | ------------------------------- | ---------- | ---------------------- | ---------------------- | ---------------------- | ---------------------- |
|  | Partidul Social Democrat        | 4          |                        |                        |                        |                        |
|  | Alianța Dreapta Unită           | 3          |                        |                        |                        |                        |
|  | Partidul Național Liberal       | 3          |                        |                        |                        |                        |
|  | Alianța pentru Unirea Românilor | 1          |                        |                        |                        |                        |

## Istoric

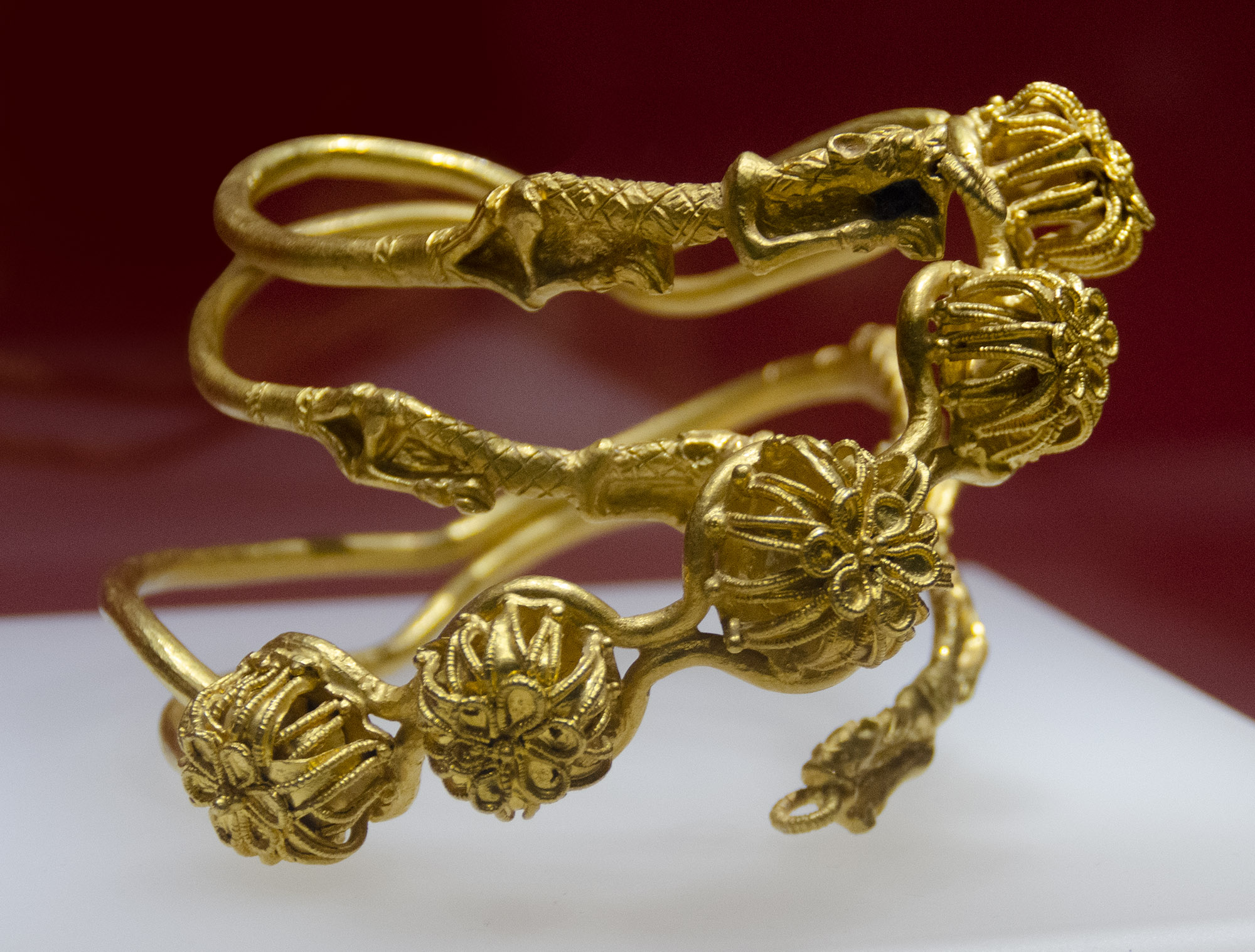
Diadema princiară din aur (sec. III î. Chr.), cetatea geto-dacică Dealul Bobului, Bunești, jud. Vaslui.

Dovadă a vechimii locuirii acestor meleaguri stă cetatea geto-dacică de la Bunești (jud. Vaslui), punctul "Dealul Bobului", situată la sud-est de satul Bunești și la o depărtare de circa un km de acesta. Așezare de tip davă, ea a fost fortificată cu un val de pământ și un șanț în față, datată fiind în perioada sec. IV-II a. Ch. Au fost descoperite aici urmele a numeroase locuințe și un foarte bogat inventar constand în ceramică, unelte de fier, arme și obiecte de podoabă, două tezaure constituite din fibule și brățări din argint și bronz , precum și o diademă princiară de aur de 765 g, aflată în prezent în Tezaurul Muzeului Național de Istorie al României .

## Economia
În prezent, comuna se află în plină dezvoltare economică și socială, dispunând de o serie de utilități, între care: acces la telefonie fixă și mobilă, la internet, cablu tv. Comuna este electrificată integral, cu posibilitatea extinderii rețelei ș.a.
Economia comunei are un caracter prepoderent agrar, principalele activități economice ale locuitorilor desfășurându-se în cultivarea terenurilor și creșterea animalelor. S-au dezvoltat în ultimii ani comerțul, serviciile și construcțiile.  

## Agricultura
Teii, salcâmii și bogata floră spontană fac oportune investițiile în dezvoltarea apiculturii. Există în prezent 2500 de familii de albine, numărul acestora putând crește în condițiile dotării cu un centru de colectare, prelucrare și valorificare a produselor apicole.
Suprafața disponibilă pentru amenajarea unor plantații de pomi fructiferi este de 400 ha, fiind folosite tehnologii performante de lucru și centre de colectare-prelucrare a fructelor. Speciile pomicole care sunt productive în zonă sunt mărul, părul, prunul, caisul, cireșul, vișinul și nucul.
Arealul în care se află comuna Bunești-Averești este parte a podgoriei Huși, suprafața cultivată cu viță de vie aici acoperind circa 650 ha, alte 800 ha fiind disponibile pentru amenajarea unor noi plantații de viță de vie. Sunt cultivate soiurile Busuioacă de Bohotin, Zghihară de Huși, Fetească albă, Fetească regală, Fetească neagră, Sauvignon, Chardonnay, Muscat Ottonel, din care se produc vinuri albe, roșii, roze și aromate .
Creșterea competitivității în sectorul zootehnic urmărește alinierea domeniului la standardele europene, ameliorarea raselor, creșterea productivității muncii și introducerea de tehnologii noi care îmbunătățesc calitatea produselor și stimularea competitivității pe piața locală și pe piețe externe.

## Instituții
- 7 biserici ortodoxe;
- 7 școli;
- 5 grădinițe;
- Bibliotecă comunală;
- Primărie;
- Poliție;
- Poșta;
- Cămin cultural;
- 2 dispensare veterinare.

## Obiective turistice
- situl arheologic “Dealul Bobului”;
- Conacul Negruți;
- Biserica de lemn din Armășeni – construită în anul 1780.